# Piatra-Olt−Kiskapus-vasútvonal
A Piatra-Olt−Kiskapus-vasútvonal vasútvonal Romániában, Piatra-Olt és Kiskapus között.
A Nagyszeben−Kiskapus-vasútvonalat 1872. október 11-én adták át, Nagyszeben ezzel kapott vasúti kapcsolatot.